# Enéas de Camargo
Enéas, właśc. Enéas de Camargo (ur. 18 marca 1954 w São Paulo – zm. 22 sierpnia 1988 w São Paulo) – piłkarz brazylijski, występujący podczas kariery na pozycji napastnika.

## Kariera klubowa
Enéas karierę piłkarską rozpoczął w klubie Portuguesie São Paulo w 1971 roku. W Portuguesie 3 października 1971 w przegranym 0-1 wyjazdowym meczu z Grêmio Porto Alegre Enéas zadebiutował w lidze brazylijskiej. Z Portuguesą zdobył mistrzostwo stanu São Paulo – Campeonato Paulista w 1973 roku. Ogółem w barwach Portuguesy rozegrał 375 spotkań, w których strzelił 179 bramek. W sezonie 1980–1981 Enéas występował we Włoszech w Bologni.
Po powrocie do Brazylii został zawodnikiem SE Palmeiras. W Palmeiras 16 kwietnia 1983 w przegranym 0-3 meczu z Náutico Recife Enéas po raz ostatni wystąpił w lidze. Ogółem w latach 1971–1983 w lidze brazylijskiej wystąpił w 129 meczach, w których strzelił 53 bramki. W kolejnych latach występował w XV de Piracicaba, EC Juventude, Atlético Goianiense oraz Desportivie Cariacica. Z Desportivą zdobył mistrzostwo stanu Espírito Santo – Campeonato Capixaba w 1986 roku. Karierę zakończył w Central Cotia w 1987 roku.

## Kariera reprezentacyjna
Enéas w reprezentacji Brazylii zadebiutował 31 marca 1974 w zremisowanym 1-1 towarzyskim meczu z reprezentacją Meksyku. Ostatni raz w reprezentacji Enéas wystąpił 28 kwietnia 1976 w zremisowanym 1-1 meczu z reprezentacją Urugwaju. Ogółem w reprezentacji wystąpił w trzech meczach, w których strzelił bramkę.
| Mecze i gole w reprezentacji | Mecze i gole w reprezentacji | Mecze i gole w reprezentacji | Mecze i gole w reprezentacji | Mecze i gole w reprezentacji | Mecze i gole w reprezentacji | Mecze i gole w reprezentacji |
| #                            | Data                         | Miasto                       | Przeciwnik                   | Gol                          | Wynik                        | Rozgrywki                    |
| ---------------------------- | ---------------------------- | ---------------------------- | ---------------------------- | ---------------------------- | ---------------------------- | ---------------------------- |
| 1.                           | 31.03.1974                   | Rio de Janeiro               | Meksyk                       |                              | 1:1                          | towarzyski                   |
| 2.                           | 07.04.1976                   | Montevideo                   | Paragwaj                     | Gol                          | 1:0                          | Copa del Atlantico 1976      |
| 3.                           | 28.04.1976                   | Rio de Janeiro               | Urugwaj                      |                              | 1:1                          | Copa del Atlantico 1976      |